# 暴飲暴食
暴饮暴食又稱暴食症，是指在短时间内进食大量食物，並且超过了胃肠的负荷。暴饮暴食现象通常在节日的时候比较多见。還有很人在面对工作、家庭的压力时会通過暴饮暴食来缓解自己的情绪。人們在暴飲暴食時沒有太多感覺，但是吃完不久就会觉得很难受。
暴飲暴食會导致出現恶心、腹痛、腹胀、消化不良和体重增加等問題。
暴飲暴食也是過胖暴食症和神經性暴食症等进食障碍疾病的常见症状。